# Digama

Digama — majuskulní a minuskulní varianta

Digama (majuskulní podoba Ϝ, minuskulní podoba ϝ, řecký název δίγαμμα) je archaické písmeno řecké abecedy, používané především jako řecká číslice reprezentující číslo 6. Nejdříve se mu říkalo ϝαῦ, později díky své podobě získalo název δίγαμμα (digama – „dvojitá gama”).
Stejně jako ypsilon má původ ve fénickém písmenu waw. Vyvinulo se z něj písmeno F v latince.

## Reprezentace v počítači
V Unicode je podporováno
- jak majuskulní forma
  - U+03DC GREEK LETTER DIGAMMA
- tak minuskulní forma
  - U+03DD GREEK SMALL LETTER DIGAMMA